# プルケ

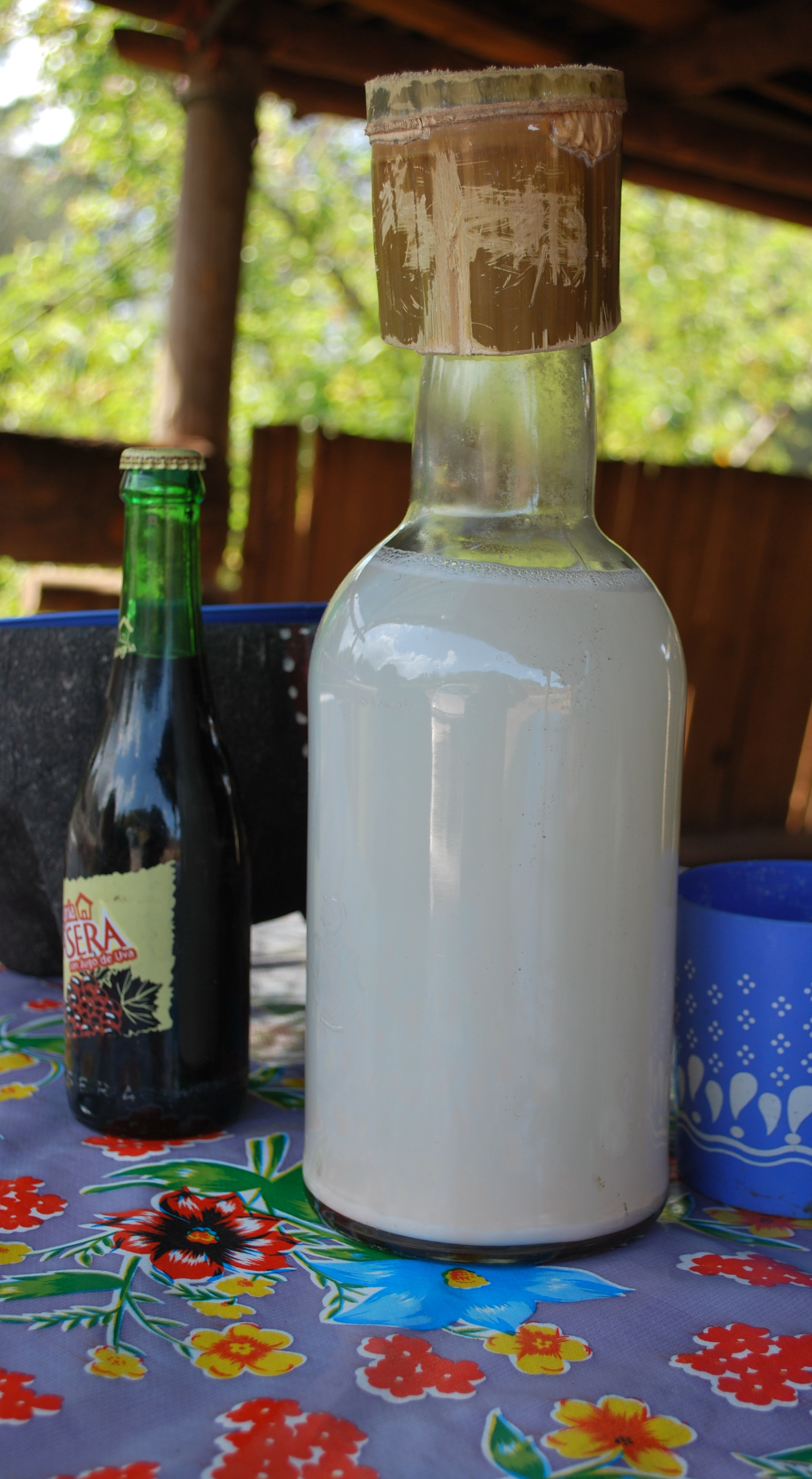
瓶に入ったプルケ

プルケ（Pulque）は酒の一種。リュウゼツラン科の植物の樹液を発酵させて作る、メキシコの伝統的な醸造酒である。メキシコ高原ではイスタク・オクトリ(白い酒)とも呼ばれる。

## 特徴
アルコール度数は4パーセント前後であり、あまり日持ちがしないため多くは産地の近くで消費される。アガベから作られる上質のプルケはプルケ・フィノと呼ばれ、それ以外の種で作られたプルケはプルケ・コリエンテ（普通のプルケ）、トラチケと呼ばれる。
醸造されたプルケは粘液質の白い液体だが、アニスやトウガラシなど香辛料を入れるなど様々な方法で加工されて飲まれる。また、糖蜜や果汁を混ぜた甘いプルケはテパチェと呼ばれる。
以前はプルケを蒸留したメスカル・デ・プルケが作られていたが、基となるプルケのアルコール度数が低いため薄い蒸留酒しかできず、メスカルに駆逐され今日は作られなくなった。

## 製法
メキシコではリュウゼツランの総称をマゲイ (maguey) と呼び、古典ナワトル語ではメトル (metl) と言った。「maguey」という品種名はスペイン人によって与えられたものでカリブ海の先住民タイノ族の言葉に由来している。
プルケ造りに使われるマゲイにはさまざまな種類があるが、代表的なものにアガベ（特にアガヴェ・アトロヴィレンス (Agave atroviens)）がある。乾燥して冷涼な高原地帯を好み、イダルゴ州やトラスカラ州に自生している。西暦200年ごろにはすでに栽培されていたと考えられており、酒を作る以外にも繊維からロープを作ったり、刺は針として、葉の薄い膜は料理用の紙として利用された。
株が十分に生長すると中央部が伸びてくる。これが花茎で糖分を花に送るためのもので20フィートほどになるが、この茎を折って基部を抉って窪みを作り、内部に溜まる糖分の豊富な液を細長いヒョウタンで作られたピペット状の道具「アコテテ」で吸い出すことで採取する。集めた液を発酵させてプルケができる。
発酵は短い場合1日半、長いもので2週間かかる。このプロセスは醸造所ごとに違いがあり、口伝によって伝えられる秘密となっている。

## 歴史
プルケの起源には、
リュウゼツランを住処とする食用の昆虫であるグサーノを採取する過程でたまたま発見されたという説や、花芽を叩く技法などヤシ酒の発展過程と共通点が見られるため、ヤシ酒の応用で作られるようになったという説など、
いくつかの説がある。少なくとも1000年以上前に発明されたものだろうと考えられている。
西暦200年頃のチョルーラのピラミッドの壁画にプルケを飲む壁画が発見されている。先住民の間では宗教的にも重要なものとされてきた。アステカ神話にはリュウゼツランの神としてマヤウェルという神が描かれており、猿を象ったアステカのプルケ容器が多く残されている。

## ギャラリー

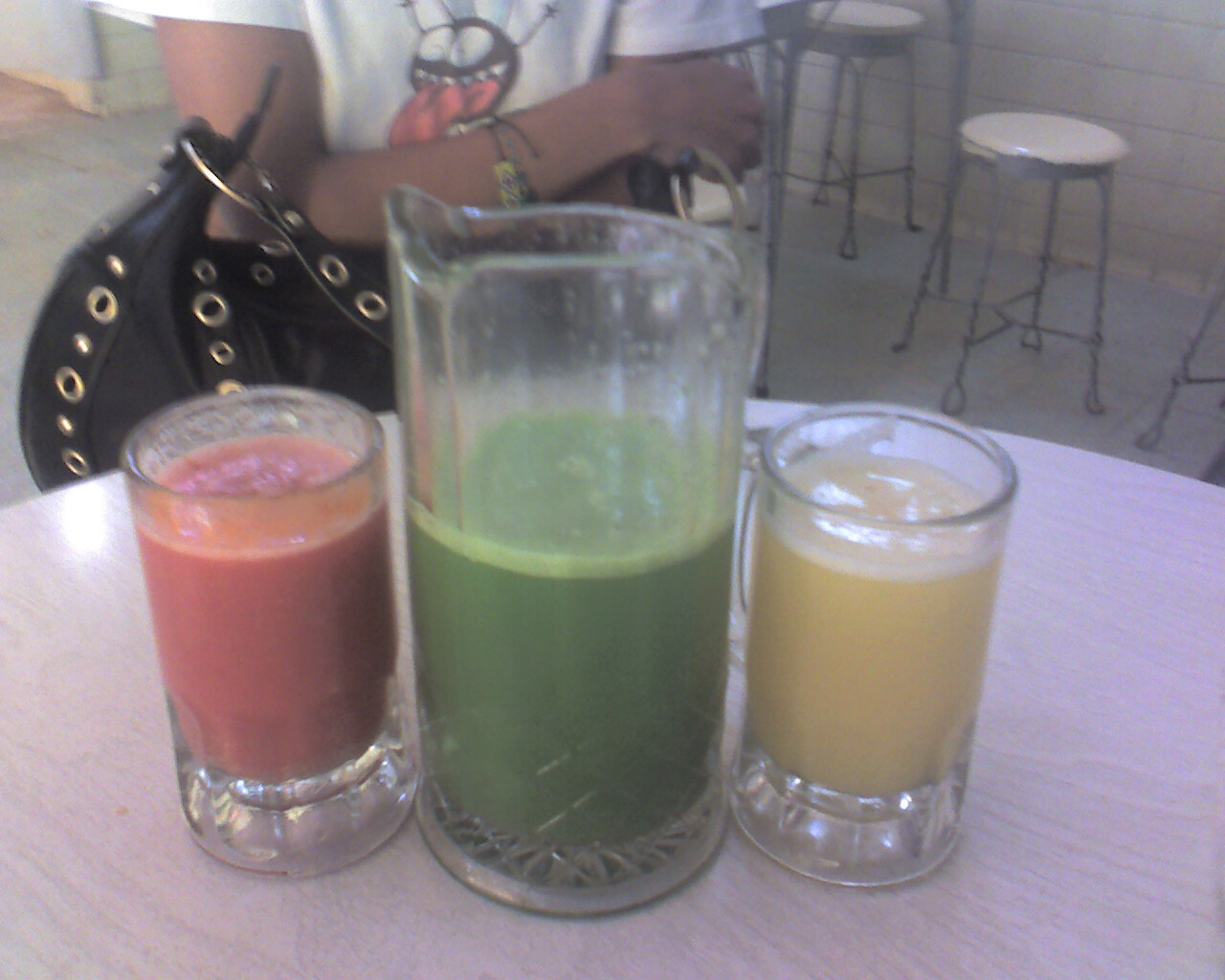
グラスに注がれたプルケ。プルケは白くてどろりと濁った酒だが、市販品は色をつけたものも多い
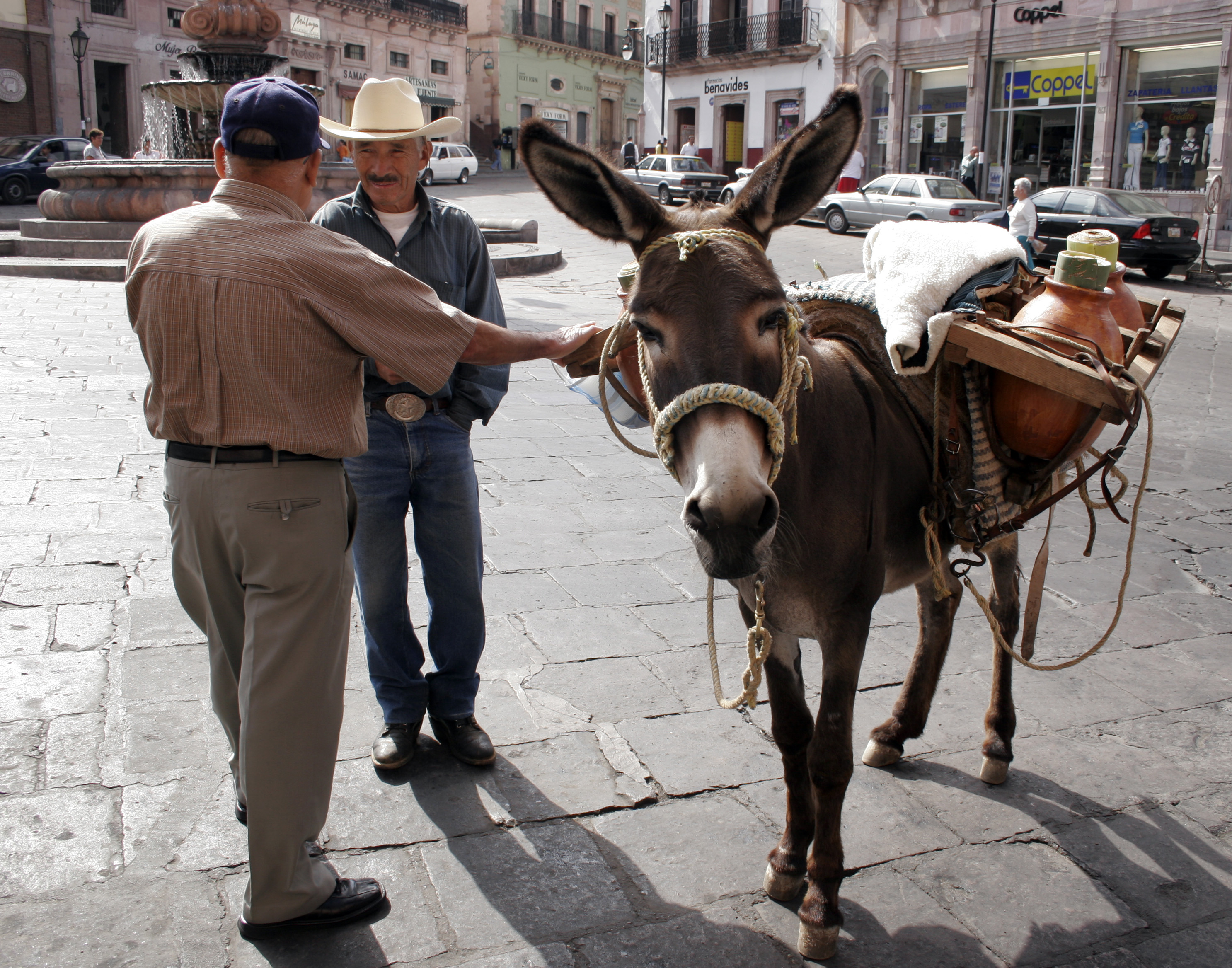
ロバを連れたプルケ売り
マヤウェル神
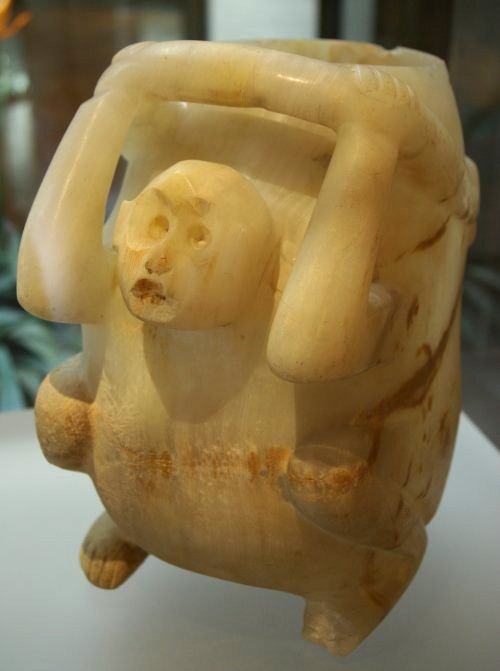
アステカ時代の猿の形をしたプルケ容器
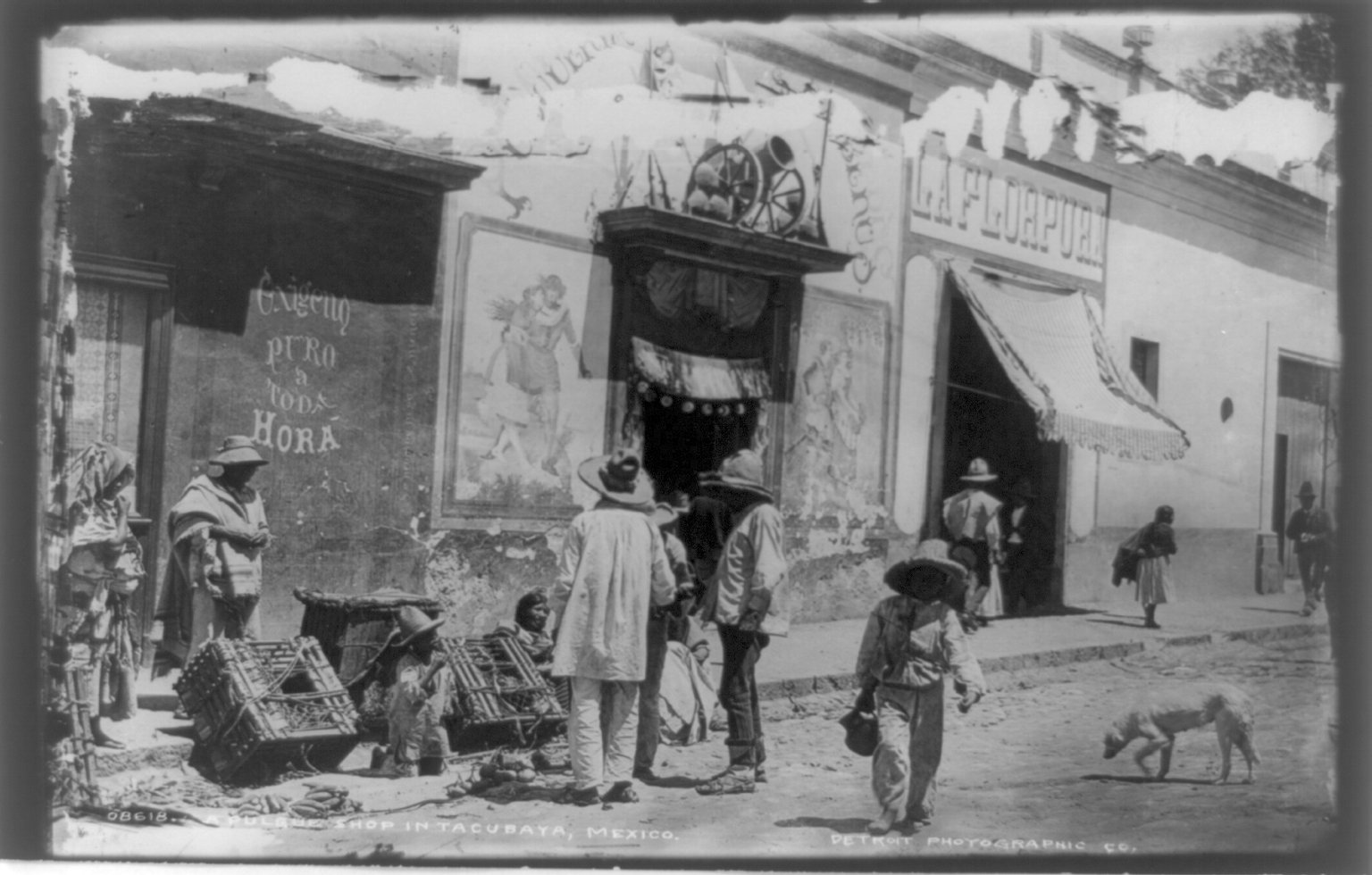
19世紀のプルケの店。ビールなどが安く普及する前、プルケリアという大衆酒場が各地にあった
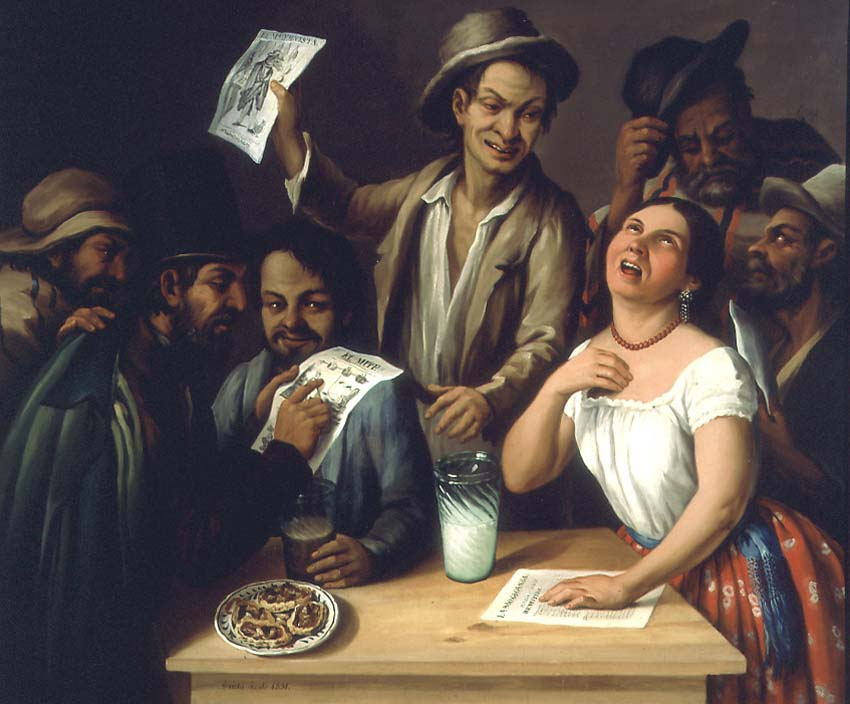
19世紀前半の画家、アグスティン・アリエタが描いたプルケリアに集まる人々